# Турлян

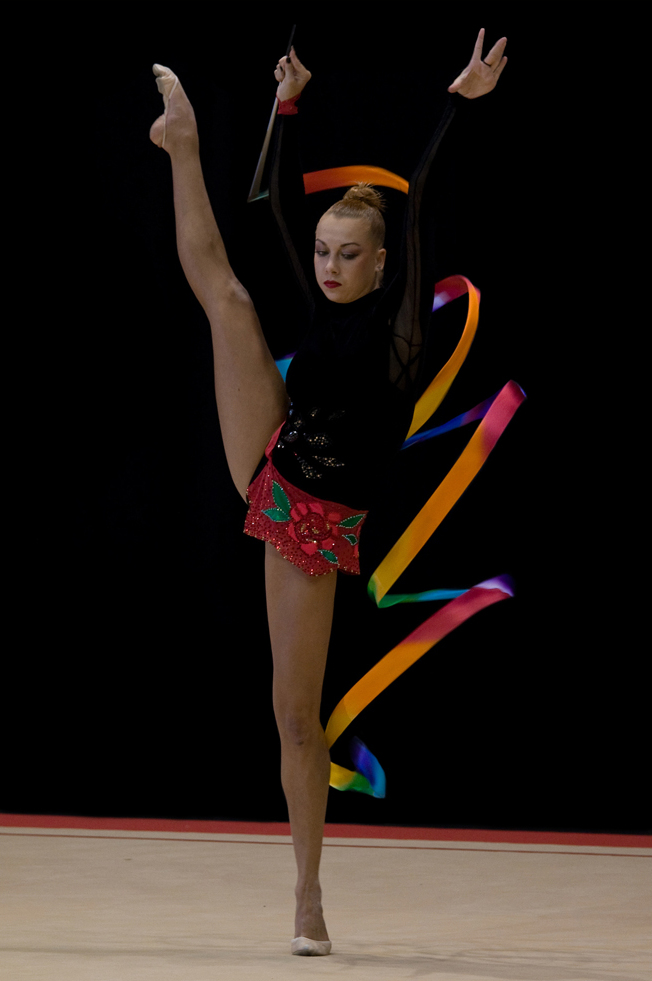
Наталія Годунко виконує турлян в передній рівновазі, 2008

Турлян (від фр. tour lent — повільний поворот) — рух класичного танцю, один з основних елементів адажіо, а також елемент у художній гімнастиці. Поворот, що виконується в повільному темпі навколо себе, стоячи на одній (опорній) нозі, тоді як інша (та, що працює) піднята в повітря в будь-якому напрямку на будь-яку висоту.
Швидкі повороти на напівпальцях або стрибку в російській балетній школі називаються турами (tour). У французькій школі tour lent зазвичай називають promenade («променад» - «прогулянка»).

## Техніка виконання
Турлян — це повільний поворот навколо себе на одній нозі без торкання підлоги іншою ногою. Є одним з найскладніших елементів  художньої гімнастики, якість виконання якого багато в чому залежить від комплексного прояву сили опорної ноги, виворотність суглобів ніг, функції рівноваги.
Гімнастка стоїть на опорній нозі (на півпальцях), іншу піднімає вгору (у бік, назад). Потім повільно обертається на опорній нозі, не опускаючись опорною ногою на п'яту.
Існує безліч різновидів турлянів — у передній рівновазі, в задній, в бічному шпагаті, у вертикальній рівновазі і т. д.

## У балеті
Tour lent є одним з основних рухів балетного адажіо. В екзерсисі є елементом адажіо (як вправи) на середині залу, за допомогою якого відпрацьовують стійкість і відчуття рівноваги в позі, координацію - м'якість, плавність і загальну узгодженість рухів, а також силу опорної ноги та м'язів, що утримують підняту працюючу ногу. У хореографії використовується як засіб виразності. Особливо часто зустрічається в жіночому сценічному танці (як у сольному, так і в дуеті - так звані «обведення»), даючи змогу танцівницям демонструвати такі балеринські якості, як граціозність, музикальність, крок (можливість високо підняти ногу) і апломб.
Як і всі інші види рухів en tournant (тобто в повороті), tour lent може виконуватися або en dehors (назовні), або en dedans (всередину). Поворот на всій стопі здійснюється за рахунок низки невеликих рухів: п'ята опорної ноги підводиться над підлогою і, з опорою на подушечку стопи, зсувається на частину кола в потрібному напрямку, після чого опускається на підлогу й одразу відривається знову, щоб продовжити поворот. Під час руху en dehors п'ята зсувається відносно пальців стопи назад, під час руху en dedans - уперед. Інакше кажучи: якщо опорна нога ліва, а поворот іде вправо - рух буде en dehors, якщо ж поворот іде вліво - рух буде en dedans (і навпаки, якщо опорна нога права).
Tour lent може виконуватися на витягнутій опорній нозі (поняття витягнутості тут відносне, оскільки під час виконання повороту коліно опорної ноги трохи розслабляється), на demi-plié (коліно опорної ноги зігнуте), на напівпальцях і на пальцях (з підтримкою партнера).
Оскільки tour lent виконується стоячи в будь-якій позі (положення стоячи на одній нозі), рух розучується лише після того, як ці пози і такі основні елементи балетного адажіо, як battement relevé lent і battement développé, добре освоєні на середині залу. У виконавця також має бути відпрацьована орієнтація за точками балетного залу, який умовно ділиться на 8 точок за годинниковою стрілкою, де точка 1 - положення en face, тобто обличчям до глядача, точка 2 - кут праворуч, точка 3 - положення в профіль, і так далі.
Tour lent може робитися як на повне коло (поворот навколо своєї осі на 360°), так і на будь-яку частину кола по точках залу (90°, 180°, ¾ кола), як ускладнення - тур і ¼ кола, півтора туру, тур і ¾ кола, подвійний тур (double promenade) тощо. Так, у фіналі Адажіо з кавалерами в I акті балету «Спляча красуня» в хореографії Маріуса Петіпа балерина, яка виконує партію принцеси Аврори, виконує чотири tour lent en dedans, стоячи в позі attitude effacée на пальцях - по одному туру з кожним із кавалерів.
Tour lent може бути як основним рухом адажіо, так і сполучним рухом для переходу з пози в позу - у такому разі найчастіше використовують повороти на ¼ або ¾ кола.
Поворот виконується як у положеннях en face, так і в позах épaulement - croisée і effacée. Найскладнішим для виконання вважається тур у позі écartée (коли нога, що працює, піднята вбік на 2-гу позицію, а корпус від талії злегка відхилений у протилежний бік).
Під час виконання руху робоча нога може бути піднята вперед, убік або назад. Нога, піднята вперед або назад, може бути як пряма, так і зігнута в коліні (пози арабеск і attitude). Надалі, у міру освоєння балетної техніки, під час виконання туру поза може змінюватися шляхом плавної зміни положення рук (port de bras), згинанням або розгинанням піднятої ноги, а також переведенням ноги, яка працює, з одного положення в інше положення через passé (згинаючи ногу в коліні та розгинаючи її в іншому напрямку) або роблячи rond (переводячи по повітрю по колу). Рух розучується з підйомом ноги, що працює, на 45°, потім на 90°; в кінцевому вигляді він виконується з ногою, піднятою на максимальну висоту.
Оскільки tour lent є елементом адажіо, його потрібно виконувати гранично плавно і граціозно, з гарним відчуттям рівноваги, без поштовхів, посмикувань і рваних рухів; рухи опорної стопи мають бути практично непомітними, піднята нога утримується на одній висоті, точно зберігаючи прийняте положення. Загалом, виконання повільного туру повинні супроводжувати музикальність, гармонійна побудова пози і координаційна злагодженість рухів.